# Komisja likwidacyjna
Komisja likwidacyjna – organ powołany na czas określony w celu zakończenia działalności wybranej instytucji (państwowej lub prywatnej) i rozwiązania sporów prawnych i majątkowych wynikłych z jej likwidacji.
W czasie odradzania się Państwa Polskiego podczas I wojny światowej komisje likwidacyjne powołano w celu odłączenia terytoriów polskich od administracji państwowej dawnych państw zaborczych. Na przykład w okresie kształtowania się ustroju i granic Polski, w latach 1917–1919 działały:
- Polska Komisja Likwidacyjna Galicji i Śląska Cieszyńskiego pod kierownictwem Wincentego Witosa.
- Komisja Likwidacyjna do spraw Królestwa Polskiego przy Rządzie Tymczasowym Rosji pod kierownictwem Aleksandra Lednickiego.